# Thomas Hafstad
Thomas Hafstad (født 13. marts 1974 i Narvik, Norge) er en norsk tidligere fodboldspiller (højre back).
Hafstad spillede hele sin aktive karriere, fra 1994 til 2008, hos Tromsø IL. Her var han med til at vinde den norske pokalturnering i 1996.

## Titler
Norsk pokalturnering
- 1996 med Tromsø